# Jean-Baptiste Collet
Pour les articles homonymes, voir Jean-Baptiste Collet (peintre) et Collet.
Jean-Baptiste Collet (né le 5 novembre 1713 à Paris et mort dans la même ville le 25 novembre 1791) est un architecte français du XVIIIe siècle. Attaché aux Bâtiments du roi, il fut affecté au château de Chambord lorsque Louis XV l'affecta au maréchal de Saxe en 1748 et effectua l'essentiel de sa carrière dans l'actuel département de Loir-et-Cher.

## Biographie
Attaché aux Bâtiments du roi, Collet fut contrôleur des Dehors de Versailles. Il fut nommé contrôleur du château de Chambord, lorsque Louis XV l'affecta au maréchal de Saxe après la paix de 1748. Il fut chargé de restaurer le théâtre du château – le maréchal était grand amateur d'art dramatique – et de remonter des boiseries exécutées pour l'appartement de la duchesse de Berry à Versailles. 
Dans la région, Collet fut également chargé du contrôle du château de Blois. À partir de 1760, il conduisit les travaux du château de Menars pour Madame de Pompadour et son frère, le marquis de Marigny, sous la direction d'Ange-Jacques Gabriel puis de Jacques-Germain Soufflot. Il travailla pour une clientèle privée et construisit de nombreux châteaux, d'une élégance sobre et sévère.
Encore actif en 1780, Collet fut contrôleur du château de Vincennes, donna le projet d'une salle pour l'Opéra et celui d'une place Louis-XVI à l'emplacement de la Bastille.
Il meurt à Paris le 25 novembre 1791.

## Réalisations et principaux projets

### Dans leLoir-et-Cher
- Château de Chambord, Chambord, 1748-1750 : travaux pour le maréchal de Saxe : restauration du théâtre, remontage de boiseries exécutées pour l'appartement de la duchesse de Berry à Versailles.
- Château de Menars, Menars, 1760-1775 : conduite des travaux dirigés par Ange-Jacques Gabriel pour Madame de Pompadour puis, après 1764, par Jacques-Germain Soufflot pour le marquis de Marigny.
- Palais épiscopal (actuel hôtel de ville), Blois : réalisation d'un pavillon ovale dans les jardins.
- Château du Plessis-Villelouet, Chailles : reprise des façades du corps central, percement lucarnes dans le comble et aménagement des intérieurs. L'architecte dissimule les tourelles médiévales et perce de larges baies la façade sur parc[3].
- Château de Freschines, Villefrancœur : transformation d'un château des XVIe et XVIIe siècles pour le receveur général des finances Jean-Baptiste Bégon.
- Château de Madon, Candé-sur-Beuvron, 1770 : reconstruction du château pour Mgr de Termont, évêque de Blois. La construction se compose d'un corps de bâtiment principal avec deux ailes perpendiculaires sur la façade d'entrée. Une grande terrasse dont l'accès se fait par deux marches, précède le château. La façade postérieure, donnant sur le parc, est semblable à la façade d'entrée, les ailes en retour formant deux avant-corps en pavillon[4]. Les élévations, d'une extrême sobriété, ont été gravées par Krafft. Elles ont été « enrichies » par un architecte du XIXe siècle.
- Château de Candé, Candé-sur-Beuvron : le château comprend un corps de bâtiment principal, surmonté d'un fronton triangulaire percé d'un œil-de-bœuf. Un large perron de trois marches donne accès à l'intérieur du château. Bossages à pierre entre les portes-fenêtres. Sur la façade postérieure, perpendiculairement, se trouve une chapelle à abside semi-circulaire[5].

### Source
- Michel Gallet, Les Architectes parisiens du XVIIIe siècle : Dictionnaire biographique et critique, Paris, Éditions Mengès, 1995, 494 p. (ISBN 2-8562-0370-1)